# Calixte Delmas
Calixte Delmas (Perpignano, 17 giugno 1906 – Joinville-le-Pont, 7 aprile 1927) è stato un lottatore francese, specializzato nella lotta libera e greco-romana.

## Biografia
Nel 1922, fu campione di lotta di Parigi. A quindi anni fu vice-campione greco-romano di Francia. Nel 1924 fu il campione nazionale e il più giovane partecipante alle Olimpiadi del 1924 a Parigi.
Rappresentò la Francia ai Giochi olimpici estivi di Parigi 1924, dove giunse sesto nella categoria pesi piuma.
Morì per un incidente alla scuola militare di Joinville-le-Pont: cadde da una piramide umana e si ruppe il collo.
Una sua statua dello scultore Raymond Sudre lo commemora nel Cimetière Sud de Saint-Mandé (Cimitero sud di Saint-Mandé).